# Ingeburg Schäfer
Ingeburg Schäfer, verh. Gründer-Schäfer (* 6. April 1933 in Kassel; † 20. Juni 2011) war eine deutsche Politikerin (SPD) in Hessen und war für drei Wochen Abgeordnete des Hessischen Landtags.

## Ausbildung und Beruf
Ingeburg Schäfer machte nach dem Schulabschluss eine Handelslehre und war bei der Stadt Kassel sowie dem Volksbund Deutsche Kriegsgräberfürsorge tätig. Sie engagierte sich auch bei der Arbeiterwohlfahrt (AWO). 1999 beteiligte sie sich an der Wiedergründung des AWO-Kreisverbandes Kassel-Land, deren Vorsitzende sie von der Gründung bis Februar 2010 war, danach war sie Ehrenvorsitzende. Sie leitete auch die Gründung der Liga der Freien Wohlfahrtspflege im Landkreis Kassel, deren Vorsitz hatte sie bis November 2005 inne.
Sie war verheiratet und hatte drei Kinder.

## Politik
Ingeburg Schäfer war Mitglied der SPD und dort in verschiedenen Vorständen tätig. 1979 war sie Mitglied des Landesvorstandes ihrer Partei. Von 1973 bis 1981 war sie Gemeindevertreterin, danach ehrenamtliche Beigeordnete von Ahnatal. Ab 1977 war sie zusätzlich Mitglied des Kreistages des Landkreises Kassel. Nach der Mandatsniederlegung von Georg Blumenstiel war sie vom 14. Juli 1983 bis zur vorzeitigen Auflösung des Landtags am 4. August 1983 Mitglied des hessischen Landtags.